# Брентон Рікард
Брентон Рікард  (англ. Brenton Rickard, 19 жовтня 1983, Брисбен, Австралія) — австралійський плавець, олімпійський медаліст.

## Виступи на Олімпіадах
| Олімпіада   | Дисципліна                    | Місце |
| ----------- | ----------------------------- | ----- |
| Пекін 2008  | плавання на 100 метрів брасом | 5     |
| Пекін 2008  | плавання на 200 метрів брасом | 2     |
| Пекін 2008  | комплексна естафета 4 × 100   | 2     |
| Лондон 2012 | плавання на 100 метрів брасом | 6     |
| Лондон 2012 | плавання на 200 метрів брасом | 7     |
| Лондон 2012 | комплексна естафета 4 × 100   | 3     |